# Fondo per lo sviluppo delle comunità aborigene dell'Outback
Il Fondo per lo sviluppo delle comunità aborigene dell'Outback venne istituito nel 1978 e svolge le funzioni di una Local government area dell'Australia Meridionale, con lo scopo di ricevere e amministrare fondi per 36 remote comunità, sparse su un territorio che rappresenta circa il 60% della totale estensione dello Stato. Essa si estende su una superficie di 624.339 chilometri quadrati e ha una popolazione di 3.959 abitanti. La sede del consiglio si trova a Port Augusta, all'esterno dei confini della LGA.